# José Fernández Zabala
José Fernández Zabala (Madrid, c. 1884-Nueva York, 1923) fue un montañero, escritor, tipógrafo y librero español, uno de los pioneros del alpinismo en España.

## Biografía
Habría nacido en Madrid en 1884 o 1885. Zabala, miembro de la Gimnástica Española e integrante de un grupo conocido como "Los Doce Amigos", con el que llevó a cabo excursiones por zonas como la Pedriza, fue uno de los fundadores de la Real Sociedad Española de Alpinismo Peñalara. Fue autor de títulos como Excursiones a la Sierra del Guadarrama  (1910), Excursiones al Guadarrama (1911), Gredos y Manual del alpinista, entre otros.
Falleció a la edad de treinta y nueve años el 6 de agosto de 1923 en Nueva York, donde regentaba una librería. Sus restos mortales fueron repatriados a Madrid, adonde llegaron el 24 de mayo de 1924, y enterrados en el cementerio de la Almudena. El 2 de octubre de 1927 fue inaugurado en su honor el refugio Zabala, en los alrededores de Peñalara. 